# 拉图尔布朗什-塞尔克勒
拉图尔布朗什-塞尔克勒（法語：La Tour-Blanche-Cercles，法語發音：[la tuʁ blɑ̃ʃ sɛʁkl]）是法国多尔多涅省的一个市镇，属于佩里格区。

## 历史
拉图尔布朗什-塞尔克勒成立于2017年1月1日，由市镇拉图尔布朗什和塞尔克勒合并而成，行政中心位于拉图尔布朗什。

## 地理
拉图尔布朗什-塞尔克勒（45°21'57.42"N, 0°26'47.07"E）面积23.18 平方千米，位于法国新阿基坦大区多爾多涅省，该省份为法国西南部内陆省份，是法國本土面积第三大的省，大致对应佩里戈尔地区，北起顺时针与夏朗德省、上维埃纳省、科雷兹省、洛特省、洛特-加龙省、吉倫特省和滨海夏朗德省接壤。
与拉图尔布朗什-塞尔克勒接壤的市镇（或旧市镇、城区）包括：拉沙佩勒蒙塔布尔莱、佩里戈尔地区马勒伊、圣瑞斯特、沙普德伊、迈松堡、韦尔泰亚克、谢尔瓦勒、古-罗西尼奥勒。
拉图尔布朗什-塞尔克勒的时区为UTC+01:00、UTC+02:00（夏令时）。

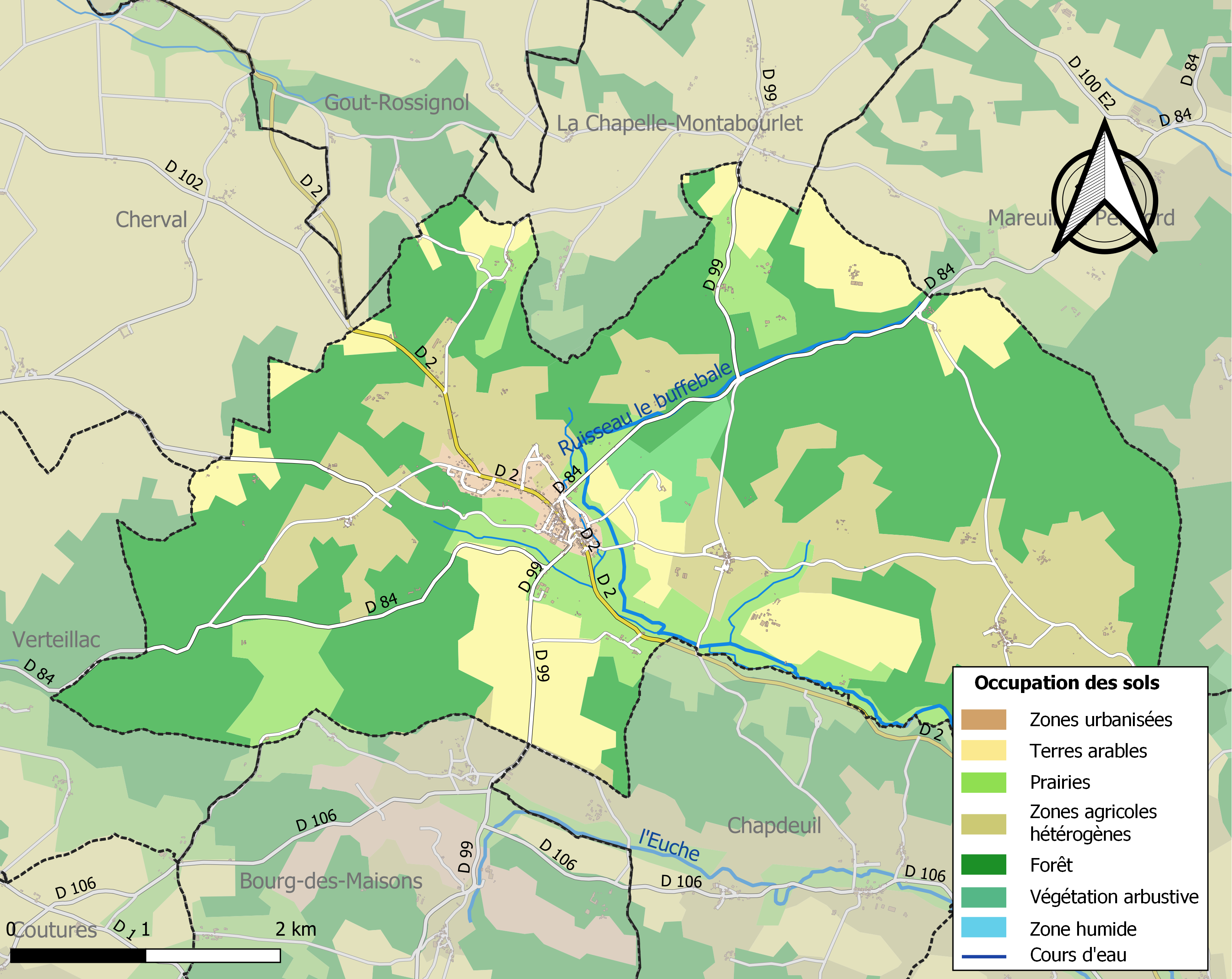
拉图尔布朗什-塞尔克勒的OSM定位图

## 行政
拉图尔布朗什-塞尔克勒的邮政编码为24320，INSEE市镇编码为24554。

## 政治
拉图尔布朗什-塞尔克勒所属的省级选区为里贝拉克县。

## 人口
拉图尔布朗什-塞尔克勒于2022年1月1日时的人口数量为549人。